# دانا (اسم)
دانا (بالإنجليزية: Dana)‏ هو اسم علم يُستخدم في الجِنسين، وكان من ضمن أكثر 100 اسم شيوعًا بالنسبة للمواليد الإناث في الولايات المتحدة بين عامي 1960 حتى 1990، ومنذُ ذلك الوقت انخفضت شعبية الاسم وأصبح في المرتبة 446 ضمن أكثر أسماء الإناث شيوعًا في الولايات المتحدة عام 2007، أما استخدامه في الذكور، فهو معروف في الولايات المتحدة، ويقع في المرتبة 314 من 1219 اسمًا في التعداد الأمريكي عام 1990.
يمتلك اسم دانا العديد من الاشتقاقات، فقد يأتي من «داين» (من الدنمارك) بمعنى الرجل القادم من الدانمارك، وسموا به الأنثى لخفته، وأيضًا قد يعتبر اسم دانا أحيانًا نسخةً مؤنثة من دانيال أو نُسخةً قصيرة من بعض أسماء الإناث مثل بوغدانا أو يوردانا، كما يُعتبر اسم دانا طريقة هجاءٍ بديلة لاسم دانو (إله الخصوبة الكلتي). في الفارسية كلمة دانا تعني «الذكي» أو «ذو الدراية»، ويتوقع البعض أنَّ الاسم استخدم لأول مرة في الشاهنامه، ويستخدم الاسم في الفارسية للجنسين.[بحاجة لمصدر] أما في اللغة العربية فإنَّ اسم دانا يعني «اللؤلؤ الأفضل حجمًا وقيمةً وجمالًا»[بحاجة لمصدر]، حيثُ يستخدم الاسم بشكلٍ شائع لدى العرب في الخليج العربي؛ بسببِ المهن التقليدية هُناك في استخراج اللؤلؤ حيثُ أعطوا كل نوعٍ اسمًا مُختلفًا، ويستخدم في العربية اسمًا للإناثِ فقط، أما في العبرية فاسم دانا يعني «الحكم» أو «الإله يحكم بأمري»، أما في السنسكريتية وبالي فإنهُ يعني «الكرم والسخاء»، أما في الرومانية فإنه يُستعمل للإناث فقط، ويُشتق من اسم دانييل.[بحاجة لمصدر]

## الشخصيات

### إناث
- دانا (مغنية كورية)، مغنية بوب من كوريا الجنوبية.
- دانا ديفيس، ممثلة أمريكية
- دانا ديلاني، ممثلة أمريكية
- دانا هيل، ممثلة تلفزيونية من الولايات المتحدة الأمريكية.
- دانا عبد الرزاق، عداءة عراقية مختصة في 100 متر.
- دانا إنترناشيونال، مغنية بوب إسرائيلية من أصل يمني
- دانا بيرينو، سياسية من الولايات المتحدة الأمريكية
- دانا راندال، أستاذة علوم الكمبيوتر النظرية في معهد جورجيا للتكنولوجيا.
- دانا أولري، عالمة حاسوب أمريكية ورائدة في تطبيقات الحوسبة العلمية.
- دانا فافروفا، ممثلة أفلام ومخرجة تشيكية-ألمانية.
- دانا فولمر، سباحة أمريكية.

### ذكور
- دانا اندروز، ممثل أمريكي.
- دانا أشبروك، ممثل أمريكي.
- دانا باروس، لاعب كرة سلة أمريكي.
- دانا تاي سون، مدرب الرقصات الآسيوية الأمريكي.
- دانا كارفي، ممثل أمريكي وستاند أب كوميدي.
- دانا إلكار، ممثل أمريكي.
- دانا جونز، لاعب كرة سلة أمريكي.
- دانا سكوت، عالم حاسوب أمريكي.
- دانا وايت، رجل أعمال أمريكي ويعتبر رئيس منظمة الفنون القتالية المختلطة بطولة القتال النهائي.[4]